# 马文革 (1968年)
马文革（1968年5月—），男，回族，安徽安庆人，中共党员，现任安徽建筑大学党委书记。

## 生平
1984年9月至1988年7月，在安庆师范学校普师专业学习。1988年9月至1992年7月，在安徽师范大学思想品德教育专业学习。1992年7月，大学毕业分配至合肥工业大学党委宣传部工作。历任合肥工业大学党委宣传部副科级宣传员、正科级秘书，党委办公室正科级秘书，党委办公室副主任，党委组织部副部长、正处级组织员，仪器科学与光电工程学院党委书记。期间于2000年9月至2002年10月，在合肥工业大学人文经济学院马克思主义与思想政治教育专业攻读研究生。2011年5月至2012年5月，挂职安徽省池州市贵池区区委常委、副区长。2019年11月，任安徽省淮南市委常委、组织部部长。
2024年4月，任安徽建筑大学党委书记。